# Seznam izraelskih pianistov
Seznam izraelskih pianistov.

## B
- Daniel Barenboim
- Bart Berman
- Yefim Bronfman
- Ania Bukstein

## G
- Itamar Golan

## K
- Joseph Kalichstein

## S
- Lahav Shani

## V
- Arie Vardi